# Sei Shōnagon

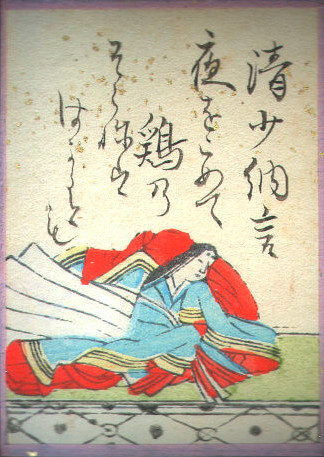
Sei Shōnagon, ilustração de uma edição de Hyakunin Isshu, ou "Cem Poemas Cem Poetas", coletânea dos 100 maiores poetas do Japão, cada um com um poema (Período Edo)

Sei Shōnagon (清少納言) (c. 966-1017) foi uma escritora japonesa e dama da corte imperial ou dama de acompanhamento da Imperatriz Teishi (Princesa Sadako), por volta da metade da Período Heian, aproximadamente ano 1000 d. C. Ela ficou reconhecida por ser a autora do Livro de Travesseiro (枕草子 makura no sōshi).

## Vida
Pouco se sabe sobre a vida de Sei Shōnagon, sua data de nascimento provável é o ano de 966 d. C., na família Kiyohara ou Kiyowara (清原).
Além dessa informação sumária, tudo o que se sabe sobre Sei Shōnagon vem registrado no próprio Livro de Travesseiro, de sua autoria, que é um livro que reúne notas, listas, impressões pessoais, eventos cotidianos da corte, regras de bom comportamento em festividades, enfim, tudo o que é permitido incluir-se no gênero literário próprio do Japão conhecido como sōshi (notas esparsas) ou zuihitsu (ao correr do pincel). Outra referência à autora, vem em uma nota acrimoniosa no diário de Murasaki Shikibu, autora do famoso e imenso romance Genji Monogatari, e possível rival intelectual de Sei Shōnagon.
Não se sabe nem mesmo o nome real da escritora, uma vez que Sei Shōnagon (清少納言) é um apelido que ela recebeu quando entrou para a corte da Princesa Sadako, pois era comum à época as damas de companhia receberem um novo nome, composto pelo ideograma do nome de família (no caso 清 (leitura chinesa 'Sei') provinha do sobrenome 清原 (Kiyohara ou Kiyowara (pronúncia da época)), somado ao cargo ocupado por um dos parentes masculinos mais próximos (no caso 少納言 (Shōnagon) designa conselheiro de baixo escalão, conselheiro menor ou conselheiro assessor). O pai de Sei Shōnagon, Kiyowara Motosuke, além de poder ter exercido esse cargo, era muito respeitado pelo conhecimento de poesia chinesa e por ser poeta. O bisavô da escritora, Fukayabu, também era poeta.
Por volta do ano 1000, com a morte da Imperatriz Teishi, não se tem mais registros de Sei Shōnagon na corte, pois sobe ao poder a Princesa Akiko (Imperatriz Shōshi), que elege como dama de companhia Murasaki Shikibu (possível rival de Shōnagon). A tradição diz que o Livro de Travesseiro foi escrito por volta dos anos 1001 e 1010, quando Sei Shōnagon já vivia retirada da corte, possivelmente como monja em um templo budista, onde terminaria seus dias em preces, orações e abdicação das vaidades do mundo.

## O Livro de Travesseiro
O título da obra em japonês (枕草子 makura no sōshi) vem de um episódio que é contado no próprio Livro de Travesseiro, segundo o qual, a Princesa Sadako havia recebido um maço de folhas de papel de boa qualidade (naquela época, o papel era um artigo de luxo que podia ser dado como presente) e não sabia o que fazer, de modo que Sei Shōnagon, muito espirituosa, disse que aquele monte de papel serviria para fazer um bom travesseiro (na verdade, o travesseiro da época era um anteparo de madeira, que podia ter um compartimento para guardar papel). Assim, a Princesa deu-lhe o papel e ordenou que ela fizesse o travesseiro. 

Ao que tudo indica, era costume no período Heian de as mulheres escreverem poemas, cartas amorosas, orações ou mesmo listas de afazeres e guardarem esses papéis no compartimento de seus travesseiros.
O livro de Sei Shōnagon é escrito no gênero sōshi (草子, literalmente 'notas esparsas') ou zuihitsu (随筆, literalmente 'ao correr do pincel'). Este gênero literário próprio do Japão permite uma grande liberdade de forma e de tema, o autor não precisa seguir regras rígidas ou convencionalizadas de escrita, ele escreve 'o que der na telha'. Sendo assim, o Livro de Travesseiro de Sei Shōnagon traz uma miscelânea de notas, pensamentos esparsos, listas, impressões pessoais, relatos históricos, eventos cotidianos da corte, regras de bom comportamento em festividades, narração dos festivais tradicionais, conselhos espirituais e amorosos, o burburinho cortesão, etc. Convém notar que tudo o que Sei Shōnagon registrou não obedece uma ordem cronológica (daí diferenciar-se notavelmente dos nikki (日記, diários) e dos monogatari 物語, ou narrativas de ficção, (literalmente "coisa para se contar"), mas parece obedecer a um senso estético, uma vez que ela registra apenas o que ela considera belo ou digno de nota, o que configura uma literatura egoista (centrada na visão de um 'eu' que determina a abordagem subjetiva do mundo) e hedonista (que busca o prazer).
No livro, são famosas as listas, tanto de belezas naturais, como flores, pássaros, árvores, lagos, cidades, bem como listas muito subjetivas e esdrúxulas como coisas que fazem o coração bater mais rápido, coisas que não combinam, coisas que causam insegurança, coisas que são uma perda de tempo, coisas que melhoram ao ser pintadas, coisas que pioram ao ser pintadas, etc. Embora as listas de Sei Shōnagon nos pareçam estranhas a princípio, deve-se reconhecer que ela se orienta pela liberdade do estilo zuihitsu e tenta apreender o mundo que ela vê, percebe e compreende ao correr do pincel.
Através das notas e observações de Sei Shōnagon, pode-se vislumbrar como era a vida na Corte Imperial Japonesa do Período Heian, onde era lícito uma certa liberdade amorosa entre amantes que trocavam poemas entre si, frequentavam-se em conversas até altas horas da noite, e compareciam aos templos ou festividades religiosas para se flertarem. A ideia do belo, do bom e do melhor acabam tornando o livro de Sei Shōnagon como um relato compromissado com a elite e tudo o que dizia respeito à corte, revestindo-se de um preconceito hierárquico com tudo o que não fazia parte desse mundo ideal: o povo comum, personagens sem nome nem título.
Não existem manuscritos originais do Livro de Travesseiro, pois os registros que chegaram até os dias de hoje vieram de cópias manuscritas e livros impressos antigos, acredita-se que o livro tenha sido todo escrito em língua japonesa em hiragana (平仮名, ひらがな), uma vez que os ideogramas chineses eram reservados ao estudo dos clássicos chineses e só eram ensinados aos homens. Daí os grandes clássicos da Literatura Japonesa Antiga terem sido escritos por mulheres que desfrutavam grande prestígio intelectual nas cortes.

## As traduções do Livro de Travesseiro
No Ocidente, alguns trechos do livro apareceram traduzidos para a língua inglesa por W. G. Aston em A History of Japanese Literature, em 1899, livro que é traduzido para o francês em 1902 (Littérature Japonaise).
Em 1928, aparece a tradução em inglês de Arthur Waley, The Pillow-book of Sei Shōnagon, no entanto, critica-se que não é uma tradução integral.
Também é de 1928 a primeira tradução integral da obra do japonês para o francês, empreendida por Kuni Matsuo e Émile Steinilber-Oberlin, sob o título Les notes de l'oreiller (As notas do travesseiro, em português), a mesma tradução é reeditada em 1934.
Em 1966, André Beaujard traduz o livro de Shōnagon como Notes de Chevet (Notas de Cabeceira, em português), essa foi a tradução usada pela UNESCO ao reconhecer a obra como patrimônio cultural da humanidade.
Em 1971, aparece outra tradução em inglês (essa considerada integral), feita por Ivan Morris: The Pillow Book of Sei Shōnagon.
Em espanhol, aparece a tradução, a partir do inglês, El libro de la Almohada, por Amália Sato (2001). A tradução direta do japonês para o espanhol por Iván Román, Hiroko Shimono e Oswaldo Gavidia, intitula-se El libro de la Almohada de Sei Shōnagon. Alguns trechos do livro já haviam sido traduzidos para o espanhol por Jorge Luis Borges e María Kodama, que foi publicado em 2003, como El libro de la Almohada de Sei Shōnagon.
Somente em 2008, a obra milenar de Sei Shōnagon foi traduzida diretamente do japonês para o português, por Andrei dos Santos Cunha, sob o título O Livro de Travesseiro. Em 2013, a obra ganhou outra tradução, também direta do japonês e intilutada O Livro do Travesseiro, pelas professoras da Universidade de São Paulo Geny Wakisaka, Junko Ota, Lica Hashimoto, Luiza Nana Yoshida e Madalena Hashimoto Cordaro. A tradução tem notas e vocabulário do texto original.

## Adaptação para o Cinema
Em 1996, o cineasta britânico Peter Greenaway lançou o filme The Pillow Book, narrativa que se inspira e homenageia o livro de Sei Shōnagon. O filme é estrelado por Ewan McGregor e Vivian Wu.